# Nada Pode Calar Um Adorador
Nada Pode Calar Um Adorador é o terceiro álbum ao vivo e o décimo trabalho musical da cantora Eyshila. Produzido por Emerson Pinheiro, o CD tem 14 faixas, oito delas compostas por ela mesma, foi gravado em sua igreja, a Assembleia de Deus da Penha, no Rio de Janeiro. Este CD vendeu mais de 130 mil cópias, e lhe rendeu disco de ouro e platina certificados pela ABPD.
Após um período difícil no ano de 2008, Eyshila se recupera de um problema nas cordas vocais após uma cirurgia. Depois de ter ficado certo tempo sem cantar surge o disco "Nada Pode Calar Um Adorador", inspirado e moldado neste período de angustia e sofrimento, o CD carrega uma forte mensagem de gratidão e superação, fato que resultou no sucesso da canção titulo da obra, que pode ser considerada uma das mais queridas entre o repertorio da artista. Também se destaca no álbum a faixa "Te Amo, Espírito Santo", que foi composta e arranjada em sua mente durante o período da perda vocal. Além destas também pode se destacar as canções: "Deus dos Vales, Deus dos Montes" e "Som de Um Coração".
O disco conta com a participação especial de sua irmã Liz Lanne na faixa "Meu Abrigo" e de vários outros cantores e amigos na faixa "Pastor". Também há a inclusão do hit "Espírito Santo", composta por Eyshila e gravada por Fernanda Brum em 2002, desta vez, com a interpretação singular da cantora.

## Faixas
1. Introdução
2. Não Temerei (Anderson Freire)
3. Deus dos Vales, Deus dos Montes (Eyshila)
4. Nada Pode Calar Um Adorador (Eyshila)
5. Som de Um Coração (Eyshila)
6. Meu Abrigo (part. Liz Lanne) (Anderson Freire e Dirceu Freire)
7. Espirito Santo (Eyshila)
8. Ministração
9. Te Amo, Espirito Santo (Eyshila)
10. Minha Casa (Anderson Freire)
11. Mulher Abençoada (Eyshila)
12. Nunca é Tarde (Eyshila)
13. Pastor (part.  Liz Lanne, Fernanda Brum, Jozyanne, Cristina Mel, Wilian Nascimento, Marquinhos Menezes e Lilian, Cleyde Jane, Thiago Fersyl, Marcus Salles, Jairo Bonfim, Emerson Pinheiro, Matheus e Lucas) (Eyshila)
14. Um Dia Dirão (Anderson Freire)

## Ficha Técnica
- Produção musical, arranjos e pianos: Emerson Pinheiro
- Teclados: Tadeu Chuff e Emerson Pinheiro
- Bateria: Leonardo Reis
- Contrabaixo: Ronaldo Olicar
- Violão e guitarra: Duda Andrade
- Violão na música "Espírito Santo": Sérgio Knust
- Programações: Tadeu Chuff
- Vocal: Daniela Araújo, Leonardo Gonçalves, Anderson Freire, Jairo Bonfim e Adelson Freire
- Produção vocal: Jairo Bonfim
- Técnico de gravação e mixagem: Renato Luiz
- Masterização: Ricardo Garcia
- Fotos: Sérgio Menezes
- Criação de capa: MK Music

## Clipes
| Música                      | Lançamento             |
| --------------------------- | ---------------------- |
| Nada Pode Calar Um Adorador | 15 de dezembro de 2009 |